# Druga Panonija
Druga Panonija (latinsko: Pannonia Secunda), provinca Rimskega cesarstva. Ustanovljena je bila leta 296 med reformami cesarja Dioklecijana. Obsegala je dele sedanje Srbije, Hrvaške in Bosne in Hercegovine. Njeno glavno mesto je bil Sirmium, sedanja Sremska Mitrovica. Sirmij je bil hkrati tudi ena od štirih prestolnic Rimskega cesarstva, zato se je v njem ali v njegovi bližini rodilo nekaj rimskih cesarjev.

## Zgodovina
Ozemlje province je pred njeno ustanovitvijo spadalo v provinco Spodnjo Panonijo. Leta 296 je bila Spodnja Panonija razdeljena na dve provinci: Drugo Panonijo na jugu in Panonijo Valerijo na severu. Meja med njima je bila reka Drava. 
Leta 314 sta v bližini Cibalae, sedanjih Vinkovcev, spopadla pretendenta na rimski prestol Konstantinom in Licinijem. Konstantinova armada je štela 20.000 mož, Licinijeva pa 35.000. Bitka je trajala cel dan in se končala s Konstantinovo zmago.

## Mesta
Poleg Sirmija so bila v Drugi Panoniji še naslednja mesta:
- Mursa (sedanji Osijek),
- Certissa (sedanje  Đakovo),
- Marsonia (sedanji  Slavonski Brod),
- Cibalae (sedanji  Vinkovci),
- Bassianae (sedanji  Donji Petrovci),
- Cuccium (sedanji  Ilok),
- Saldae (sedanje Brčko),
- Teutoburgium (sedanji  Dalj)

## Znani prefekti
- Aprikan (355)
- Mesala (373)
- Avrelij Viktor, prefekt pod cesarjem Julijanom